# Бернолаковцы
Бернолаковцы (словац. Bernolákovci) — одно из двух основных звеньев словацкого национального возрожденческого движения, названное по имени словацкого римско-католического священника, лингвиста и кодификатора словацкого языка Антона Бернолака (1762—1813).
Являлось католическим течением национального возрождения. 
Первое поколение бернолаковцев работало в 1780-1820 гг. в следующих городах: Братислава, Трнава (местонахождение Словацкого учёного товарищества). Основным направлением деятельности первого поколения была кодификация словацкого языка как национального литературного языка (бернолаковщина/bernolákovčina) и использование его как языка художественной, научной и религиозной литературы.
Представителями первого поколения бернолаковцев, помимо самого А. Бернолака, были: Юрай Фандли, Йозеф Игнац Байза, О. Месарош, Мартин Гамуляк, Александр Руднаи, Андрей Радлинский и другие.
Приверженцев Бернолака объединял, в первую очередь, бернолаковский литературный словацкий язык, понятие словацкой национальной самобытности и идея равенства наций. Основной их организацией было Словацкое учёное товарищество. Мартин Гамуляк основал также Общество любителей словацкого языка и литературы. Младобернолаковское поколение по убеждениям было близко штуровцам (последователям Людовита Штура, второго кодификатора словацкого языка (XIX век), приняло их концепцию и новый штуровский литературный словацкий язык. 
Второе поколение бернолаковцев работало в 1820-1830 гг. в Эстергоме, Буде и Пеште. Их стремлением было развивать словацкий язык и преодолеть лингвистическую и конфессиональную раздвоенность новых `словацких национальных сил. Ту же цель преследовало и Общество любителей словацкого языка и литературы.
Важнейшими представителями второго поколения бернолаковцев были: Юрай Палкович, Ян Голлы, Мартин Гамуляк, Ян Геркель, Ян Коиш.